# Chek Kok Tau
Chek Kok Tau är en udde i Hongkong (Kina). Den ligger i den norra delen av Hongkong.
Terrängen inåt land är kuperad åt nordväst, men åt sydost är den platt. Havet är nära Chek Kok Tau österut.  Närmaste större samhälle är Tai Po, 16,2 km sydväst om Chek Kok Tau. 